# 太史享
太史 享（たいし きょう、生没年不詳）は、中国後漢時代末期の人物。字は元復。青州東萊郡黄県の人。

## 事績
父の太史慈と同じく、孫権に仕えた。官位は『三国志』の本伝によると越騎校尉、その注に引く『呉書』によると尚書を経て呉郡太守に昇ったとされる。
羅貫中の小説『三国志演義』では、第53回で名前のみ登場。版によっては名が「太史 亨（たいし こう）」とされる。父の太史慈の死後、その死を悼む孫権の屋敷で養育されたという。